# Gąbin
Gąbin ['gombin] är en stad i den södra delen av distriktet Powiat płocki i Masoviens vojvodskap i centrala Polen. Gąbin fick stadsrättigheter omkring år 1322.